# Mi primer millón
«Mi primer millón» es una canción interpretada por la banda latinoamericana de pop rock Bacilos, lanzada el 18 de noviembre de 2002 como el segundo sencillo de difusión de su segundo álbum de estudio Caraluna (2002).Fue escrita y compuesta por Jorge Villamizar, líder de la banda, y el productor Sergio George. 
La letra cuenta la lucha de un artista musical que quiere ser famoso y llegar al éxito, que su música sea difundida en la radio o televisión y que la canción sea cantada y bailada por todos lados.
La canción ha ganado un Premio Grammy Latino en la categoría «Mejor Canción Tropical» en el 2003.

## Personajes mencionados en la canción
En la canción Jorge Villamizar menciona al productor musical cubanoestadounidense Emilio Estefan, a la cantante mexicana Paulina Rubio, al cantautor español Alejandro Sanz y al diseñador de modas dominicano Óscar de la Renta.

## Lista de éxitos
| Listas (2003)                      | Posición |
| ---------------------------------- | -------- |
| Estados Unidos (Hot Latin Songs)   | 18       |
| Estados Unidos (Latin Pop Airplay) | 18       |